# Salsolibia knersi
Salsolibia knersi är en insektsart som beskrevs av Pieter D. Theron 1979. Salsolibia knersi ingår i släktet Salsolibia och familjen dvärgstritar. Inga underarter finns listade i Catalogue of Life.